# 城市杜马 (顿河畔罗斯托夫)
城市杜马（城市之家）的建筑位于顿河畔罗斯托夫的建筑，由A. N. Pomerantsev建筑师设计，建于1899年。该建筑的主要建筑景点之一。最初，该建筑被市议会和政府占用。当在苏联的时代，该建筑被苏共区域委员会占用。目前，该建筑被罗斯托夫市政府和市议会占领。城市杜马的建筑具有联邦重要性的建筑纪念碑的地位。